# Arnold Hermann Ludwig Heeren
Arnold Hermann Ludwig Heeren (Arbergen, 25 ottobre 1760 – Gottinga, 6 marzo 1842) è stato uno storico e filologo tedesco.

## Biografia
Heeren nacque in una cittadina vicino a Brema. Nel 1779 si iscrisse all'Università Georg-August di Gottinga dove frequentò dapprima i corsi di teologia e poi quelli di filosofia e storia. Nel 1784, ottenuta la libera docenza, iniziò un periodo di viaggi in Italia, Francia e Paesi Bassi. In particolare, in Italia frequentò il Museo Borgiano di Velletri, allestito dal cardinale Stefano Borgia, e preparò l'edizione critica delle opere di Giovanni Stobeo. Dopo il suo ritorno in patria, nel 1787 divenne professore associato di filosofia a Gottinga, nel 1794 professore ordinario di filosofia e nel 1801 ordinario di storia, sempre all'Università Gottinga. Fra i suoi allievi vi fu Georg Heinrich Pertz. Nel 1817 la città di Gottinga gli diede la cittadinanza onoraria. Nel 1803 fu nominato consigliere aulico e nel 1837 fu accolto nel Consiglio di giustizia.

## Opere
Sotto l'influenza di Montesquieu e di Adam Smith, Heeren mise in evidenza gli aspetti economici nella storia delle antiche civiltà. Con Friedrich August Ukert (1780–1851) fondò la famosa collana storica Geschichte der europäischen Staaten (Gotha, 1819 e seguenti). Fra le sue opere principali:
- Ideen über Politik, den Verkehr, und den Handel der vornehmsten Völker der alten Welt (2 voll., Gottinga, 1793–1796; IV ed., 6 voll., 1824–1826)
- Geschichte des Studiums der klasszschen Litteratur seit dem Wiederaufleben der Wissenschaften[2] (2 voll., Gottinga, 1797–1802)
- Geschichte der Staaten des Altertums[3] (Gottinga, 1799)
- Geschichte des europäischen Staatensystems[4] (Gottinga, 1800)
- Versuch einer Entwickelung der Folgen der Kreuzzüge für Europa[5] (Gottinga, 1808).

Heeren scrisse anche delle brevi biografie, dedicate a Johannes von Müller, a Ludwig Timotheus Spittler e a Christian Gottlob Heyne.